# Вильяррика (вулкан)
Вильяррика (исп. Villarrica, от мап. Rucapillán дом духа или дом демона) — действующий вулкан в Араукании, Чили.
Расположен в Южных Андах в Национальном парке Вильяррика. Является стратовулканом, достигающим высоты 2847 м. Возвышается над одноимённым озером и городом. Начиная с XVI века вулкан извергался несколько десятков раз, имея максимальный перерыв затишья не более 30 лет. Является одним из самых активных вулканов Южной Америки.
Вулкан образовался в кальдере, которая образовалась 3500 лет назад на северо-западной оконечности более древней плейстоценовой 6-километровой кальдеры. Помимо Вильяррики в кальдере имеется около 30 шлаковых конусов и вулканических разломов. Местность в данном районе преимущественно состоит из базальтов и андезитов. Базальтовые породы имеют более раннее происхождение, чем андезиты. В современный период происходили мощные плинианские извержения, которые покрывали местность в радиусе 20 км. Лавовые потоки достигали расстояния 18 км, которые исходили из вершинного кратера и вулканических разломов.
Извержения фиксировались, начиная с 1558 года. Практически все извержения с этого периода носили лёгкий и умеренный эксплозивный характер с редкими выбросами лав. Населённые пункты подвергались разрушениям вследствие образования лахаров. Вулкан покрывает ледник площадью 40 км². В XX веке более 100 человек погибли во время сходов селевых потоков со склонов вулкана после извержений.
В недавнее время вулкан проявлял стромболианские извержения из вершинного кратера, диаметром 40 м. В 2004 году на вершине вулкана образовалось вулканическое озеро, из которого время от времени происходил незначительный выброс вулканических бомб. Ночью свет с вершины вулкана был виден в близлежащем городе Пукон.
Недавняя вулканическая активность проявлялась в период апрель-октябрь 2010 г. Тогда вулкан извергал газы с небольшим количеством пепла, которые достигали высоты 700 м. Гавайским институтом геофизики и планетологии было зафиксировано 118 тепловых выбросов в районе вулкана. Помимо газов и пепла вулкан проявлялся стромболианский характер извержения в вершинном кратере вулкана, в котором образовалось лавовое озеро. Потоки лавы не выходили за пределы вулканического озера.
Исследования в районе вулкана проводились вулканической обсерваторией Вилльяррики (POVI)в период с 14-20 ноября 2012 года. Тогда было видно, что лава в вершинном кратере стала более плотной и начинала застывать, образуя вулканические бомбы.
3 марта 2015 г. началось новое извержение. Из жерла вулкана выбрасывалась лава и пепел на высоту до 1 км. Чилийская полиция сообщила, что будет полностью эвакуировано население городов Пукон и Конарипе. С начала 2016 года восхождения на вулкан возобновлены при условии соблюдения дополнительных мер безопасности. Активность вулкана проявляла себя в 2016 г.